# 圣伊莱尔德拉维
圣伊莱尔德拉维（法語：Saint-Hilaire-de-Lavit，法語發音：[sɛ̃.t‿ilɛʁ də lavi]）是法国洛泽尔省的一个市镇，属于弗洛拉克区。

## 地理
圣伊莱尔德拉维（44°15'12"N, 3°51'50"E）面积10.31 平方千米，位于法国奧克西塔尼大區洛泽尔省，该省份为法国南部内陆省份，北起上盧瓦爾省和康塔爾省，西接阿韦龙省，南至加尔省，东临阿尔代什省。
与圣伊莱尔德拉维接壤的市镇（或旧市镇、城区）包括：圣普里瓦德瓦隆格、圣米歇尔德代兹、圣日耳曼-德卡尔贝特、圣安德烈德朗西兹。

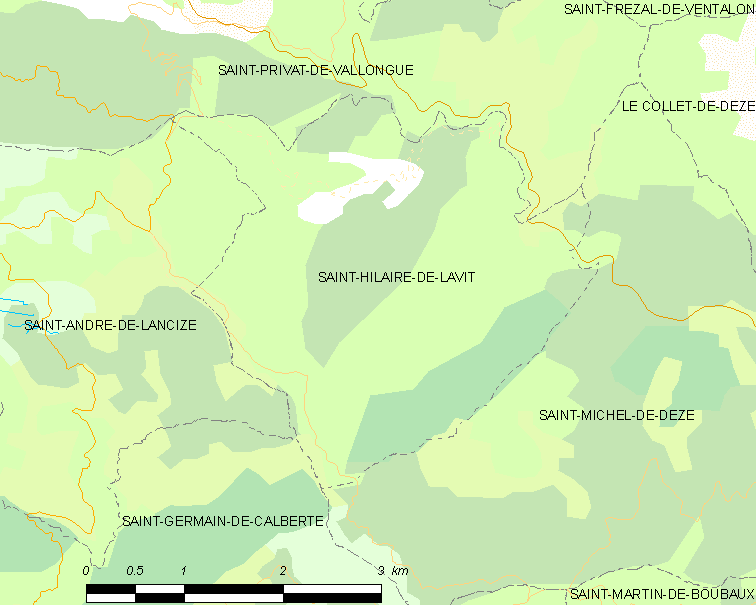
圣伊莱尔德拉维的OSM定位图

圣伊莱尔德拉维的时区为UTC+01:00、UTC+02:00（夏令时）。

## 行政
圣伊莱尔德拉维的邮政编码为48160，INSEE市镇编码为48158。

## 政治
圣伊莱尔德拉维所属的省级选区为勒科莱德代兹县。

## 人口

1962-2008年间圣伊莱尔德拉维人口变化图示

圣伊莱尔德拉维于2022年1月1日时的人口数量为101人。